# Allan MacNab
Allan Napier MacNab (Newark, atual Niagara-on-the-Lake, 19 de Fevereiro de 1798 — Hamilton, 8 de Agosto de 1862) foi um líder político canadense e primeiro-ministro da Assembleia Legislativa da Província do Canadá (1854-1856).
Seu pai era o tenente Allan MacNab e sua mãe, Anna Napier, filha de um comissionário do porto de Quebec. A família mudou-se até York, atual Toronto, em busca de trabalho, com a dissolução da Queen's Rangers (tropas da Rainha). Em York, Allan MacNab foi educado pela Home District Grammer School.
Em 1813, aos 15 anos, Allan lutou na Batalha de York, durante a Guerra de 1812. Em 1826, ele se formou em Direito e mudou-se para Hamilton, onde ele passou a representar a cidade na Assembleia Legislativa do Canadá Superior. Como membro da legislatura, ele se opôs ao movimento de reforma promovido por William Lyon Mackenzie. Quando Mackenzie promoveu a Rebelião do Canadá Superior, em 1837, MacNab fazia parte da milícia britânica que marchou contra Mackenzie na Batalha de Montgomery's Tavern, em Toronto, em 7 de Dezembro, dispersando os rebeldes de Mackenzie em menos de uma hora.
MacNab então guiou a milícia sob suas ordens contra os rebeldes, marchando de Toronto até Londres, em Ontário, guiada por Charles Duncombe. Os homens de Duncombe também se dispersaram quando souberam que MacNab os acolheria. Em 1838, MacNab recebeu o título de "Sir". Ele serviu na Assembleia Legislativa da Província do Canadá entre 1854 até 1856. Foi eleito pelo Conselho Legislativo em 1860 para representar a divisão ocidental.
MacNab casou-se duas vezes. Sua primeira esposa, Elizabeth Brooke, morreu em 5 de Novembro de 1826, possivelmente devido às complicações do parto de um dos filhos. Sua segunda mulher, Mary Stuart, morreu em 8 de Maio de 1846, tuberculosa.
Sua mansão em Hamilton, o Castelo de Dundurn, é hoje um ponto atrativo da cidade, e a rua MacNab foi nomeada em homenagem a ele. Sir Allan é um ancestral de Camilla, Duquesa da Cornualha, segunda esposa do príncipe Carlos.